# Luis G. Abbadie
Luis G. Abbadie (Guadalajara, Jalisco, 13 de agosto de 1968) es un escritor mexicano especializado en literatura de terror, paganismo, pseudobibliografía y paramitología, incluyendo cuento de terror y literatura fantástica, y ha contribuido con frecuencia a los Mitos de Cthulhu.
Ha coordinado talleres e impartido cursos de estos temas. Becario del Fondo Estatal para la Cultura y las Artes de Jalisco (1999-2000). Ha colaborado en antologías y revistas de España, Francia, Argentina y Norteamérica.

## Trayectoria
Durante su formación literaria, participó en talleres coordinados por Flaviano Castañeda Valencia, Víctor Manuel Pazarín, Gabriel Gómez, entre otros.
El último relato de Ambrose Bierce (1995) tuvo un reducido tiraje de 250 ejemplares. En 1996 se anunció una reedición, incluso se llevó a cabo una presentación de la misma, a pesar de que al parecer fue cancelada; en el diario El Informador (1/03/1996) se menciona que esta segunda edición sí fue publicada y se encuentra agotada.
El grito de la máscara (1998) contiene El último relato de Ambrose Bierce, corregido y en versión ampliada. Ha sido reeditado por Cibermancia Editores retomando el título de El último relato de Ambrose Bierce (2007).
Desde 1992, Abbadie ha trabajado en su historia exhaustiva del Necronomicón, estableciendo una continuidad en su historia ficticia en el marco de los Mitos de Cthulhu. El Necronómicon: un comentario (2000) es una síntesis de su trabajo compilatorio hasta esa fecha. Sus diversos trabajos al respecto han hecho que se le considere un experto en el Necronomicón
Códice Otarolense (2002) lleva el subtítulo de Sumario de la historia de la formación del mundo y de los dioses y diablos de la Nueva España, con una exposición de las hechicerías y alabanzas de los indios naturales de esta tierra, hecho y recopilado por Fray Guillermo de Otarola y Guzmán, de la orden de San Francisco, en el mes de agosto del año de 1548, para el muy reverendísimo Señor Don Fray Juan de Zumárraga, Obispo de la muy leal y gran Ciudad de México. Este libro fue llevado a cabo con el Apoyo a Jóvenes Creadores, Subdivisión Literatura, del Fondo Estatal para la Cultura y las Artes (FECA) del Estado de Jalisco, edición 1999-2000.
Of Gods and Time (2007) es su primera obra en idioma inglés.
2012: El código secreto del Necronomicón (Rémora Editorial, 2010) fue reeditado en 2012. 

"es una novela en el mismo sentido inusual con que puede serlo desde El código Da Vinci hasta Las enseñanzas de Don Juan", que son extremos radicales, pero guarda en común con estos ejemplos que tiene bastante información vertida en la historia que es mucho más accesible a través de un lenguaje novelado que como trabajo técnico.
Ricardo Solís, La Jornada Jalisco, 28 de agosto de 2010

En la novela aparecen personajes del pasado y presente de la ciudad de Guadalajara, tales como Enrique González Martínez, Álvaro Leonor Ochoa, Raffles, el Mataindigentes o Juan Kraeppellin; en palabras de su autor, "los tres temas que se traslapan son: Guadalajara, sus lugares y personajes; El Necronomicón y su mitología; y las doctrinas New Age, sobre extraterrestres y el 2012.
Luis G. Abbadie, La Jornada Jalisco, 28 de agosto de 2010

La larga noche 34:14 (Keli Ediciones, en coautoría con Alessa Gil) es una novela sobre vampiros. 

La mitología es exquisita, muy interesante y enriquece la historia de manera espectacular. Hace buen uso de los elementos prehispánicos para situar el problema muchos años en el pasado. La simbología se agradece, como un buen añadido y lo que más falta le hace a los autores nuevos

Es autor de un ensayo acerca de la literatura de terror que ha sido reeditado varias veces en México, Argentina y España.
En su obra es patente la influencia de H. P. Lovecraft, Edgar Allan Poe, Stephen King, Robert W. Chambers, Arthur Machen, Warren Ellis, Angela Carter y Poppy Z. Brite.

## Paganismo
Luis G. Abbadie ha estudiado paganismo y neopaganismo. Esto lo llevó a enfocarse por un tiempo en la Wicca. Su participación en el Primer [Encuentro Nacional Wicca México,] Beltane 2003, en Malinalco, estado de México, evento organizado por el desaparecido Círculo Gaia que fue motivo de polémica, fue su primera intervención en la comunidad neopagana.
Aunque inicialmente favorecía el uso generalizado de la palabra Wicca para referirse a las distintas manifestaciones modernas de brujería, incluso las tradicionales, al sentirse incómodo con el híbrido ecléctico de la Neo-Wicca, se apartó de ella y cambió por completo su postura, delineando conexiones entre lo que prefirió llamar Stregoneria y paganismo., La Streghería es representada en obras publicadas como las de Raven Grimassi como neopaganismo popular.
Abbadie escribió en 2004, El Sendero de los Brujos, dirigido a la juventud promedio que recién es atraída al ámbito neopagano y tratando de esclarecer malentendidos muy básicos que había observado entre los neopaganos latinoamericanos que intenta orientar a los neófitos en la Wicca y el neopaganismo, y conformó un reducido grupo de estudio de Stregoneria reconstruccionista.
Al descubrir otras formas de la Brujería Tradicional Europea, inició su aprendizaje formal de la brujería escocesa, una forma de Hedgewitchery o Brujería de Cerco que ha bautizado Crossways Craft o bien Oficio del Cruce de Caminos, adoptando una frase ya existente para denominar su recensión personal.